# Linia kolejowa nr 883
Linia kolejowa nr 883 – jednotorowa, zelektryfikowana linia kolejowa znaczenia miejscowego, łącząca rejon MKsC stacji Mysłowice Kosztowy ze stacją techniczną KWK Wesoła.
Linia umożliwia eksploatację Kopalni Węgla Kamiennego Wesoła oraz przez pociągi towarowe jadące z kierunku Katowic, Imielina oraz Jaworzna.